# Vara (Einheit)

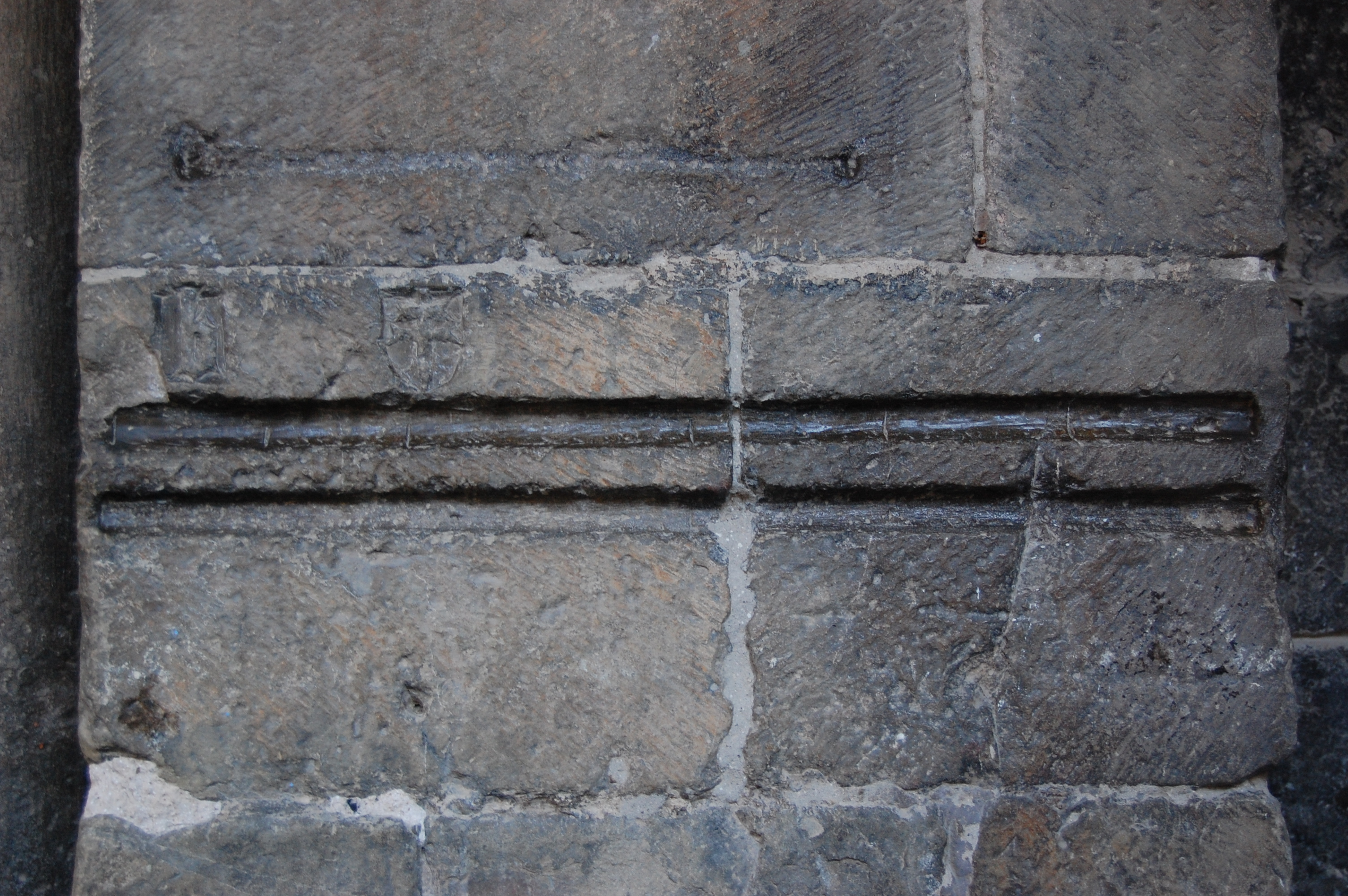
Maßrille der aragonesischen Vara (77,2 cm) an der Kathedrale von Jaca

Die Vara (spanische Elle, wörtlich „Stab“ oder „Rute“) war eine aus dem Königreich Kastilien stammende Längeneinheit, die hauptsächlich auf der Iberischen Halbinsel und in den von ihr abhängigen Gebieten benutzt wurde, besonders in Spanien, Portugal und Lateinamerika, sowie informell auch noch nach 1898 auf Kuba und den Philippinen. Ihre systematische Entsprechung im angelsächsischen Maßsystem ist das Yard, im altfranzösischen die Verge. In Form der Quadrat-Vara war sie auch ein verbreitetes Flächenmaß. Die Vara wird in einigen Ländern Lateinamerikas bis heute als Raummaß genutzt.
Das klassische Maß der spanischen Elle, die so genannte Vara de Burgos, beträgt umgerechnet 0,835905 Meter. Die in Portugal und Brasilien verwendete Vara hatte kein exaktes Idealmaß, sondern wird seit der Einführung des metrischen Einheitensystems üblicherweise mit 11 Dezimetern (1,10 Meter) gleichgesetzt, auch wenn sie rechnerisch wohl bis zu 3,7 Millimeter kürzer war.:S. 42–45

## Geschichte

### Kastilische Vara

#### Mittelalter
Die kastilische vara oder bara wurde oftmals archaisierend bis in die Jungsteinzeit zurückgeführt und mit prähistorischen Maßen wie dem „megalithischen Yard“ von rund 83 cm aus dem eisenzeitlichen Schottland in Verbindung gebracht oder mit anderen, teils auch nur angenommenen dreifüßigen Maßen aus vorrömischer Zeit identifiziert, deren Gebrauch auf der Iberischen Halbinsel allerdings nie nachgewiesen werden konnte. Greifbar dokumentiert ist das Maß erst im Mittelalter (ab dem 12. Jahrhundert).
Die alfonsinische Vara geht auf die erste Vereinheitlichung der kastilischen Maße und Gewichte durch König Alfons den Weisen in einem Privileg für Toledo aus dem Jahr 1261 zurück. Ihr Maß, die Stablänge, auch toledanische Vara genannt, entsprach der wenige Jahrzehnte zuvor von der Krone Aragons bei der Rückeroberung von Valencia durch Jakob den Eroberer eingeführten Länge, die alna („Elle“) genannt wurde und vier palms („Spannen“) oder quarts („Viertel“) besaß. Damit ist eine über Kastilien hinausgreifende Vereinheitlichung der auf der Iberischen Halbinsel verwendeten Längenmaße bereits im Mittelalter ersichtlich. Unter Alfons XI. wurde die Vara von Toledo zunächst 1345 für ganz Kastilien vorgeschrieben, mit den Ordonnanzen von Alcalá 1348 aber durch eine kürzere Elle ersetzt, die Vara de Burgos. Der als Etalon (Mustermaß) zugrundeliegende kastilische Fuß wurde nach dem Aufbewahrungsort Burgos Pie de Burgos genannt und war das Richtmaß: Eine Vara entsprach drei Fuß und war eingeteilt in vier Palmos („Spannen“) oder Cuartos („Viertel“).

#### Frühneuzeit
1435 kehrte Johann II. zur alten toledanischen Vara als Linearmaß Kastiliens zurück. In der Zeit der katholischen Könige wurden keine weiteren Vereinheitlichungsbemühungen unternommen. Als kastilische Vara galt diejenige von Toledo, allerdings war vielerorts dennoch die Vara von Burgos oder auch die Vara von Medina in Gebrauch. Die Unterschiede waren beträchtlich, 12 toledanische Varas entsprachen 13 burgalesischen. Dies bot Anlass für Betrügereien und zahllose Irritationen. Besonders die Verwendung der gegenüber der offiziellen toledanischen Vara nur leicht verkürzten medinesischen Vara bei der bedeutenden Handelsmesse von Medina del Campo führte zu Unzufriedenheit. Das Pragmatische Gesetz von 1568 restaurierte schließlich die Vara von Burgos und machte sie erneut zur maßgeblichen kastilischen, später spanischen Elle. Alle Städte, Märkte und Gerichtsorte wurden verpflichtet, eine Kopie des Musters aus Burgos anzuschaffen; diese Vara sollte das einzige in Kastilien verwendete Maß für sämtliche Textilien sein. Die Regelung erstreckte sich auch auf Galicien, Andalusien und das Baskenland, während das 1512 von Kastilien annektierte Navarra sein eigenständiges Maßsystem behalten konnte, das demjenigen Aragoniens ähnelte. Warum sich Philipp II. für die Vara von Burgos statt für die alfonsinische Vara Toledos entschied, ist nicht völlig geklärt. Wahrscheinlich handelte er unter dem Einfluss seines Hofmathematikers und Beichtvaters Pedro de Esquivel († 1570), der das burgalesische Maß aus historischen Gründen bevorzugte und für authentisch altrömisch hielt.

#### Verbreitung in Spanien
Das 17. Jahrhundert ist durch zunehmendes Interesse der Cortes an der Kontrolle und Regelung der Maße und Gewichte charakterisiert, was die Bemühungen um Vereinheitlichung zum Teil bremste. Dennoch wurde der „kastillianische Fuß“ (Pie castellano) mit einer Länge zwischen 278 und 279 mm, dessen Dreifaches die Länge einer Vara ergab, in Spanien und den abhängigen Gebieten des spanischen Kolonialreiches als Verkehrs- und Verrechnungsmaß gebräuchlich und verbreitete sich auch darüber hinaus, wobei er mit anderen Maßorientierungen wie der französischen Toise (auf Spanisch toesa genannt) und dem Pariser „königlichen Fuß“ (Pied du Roi) konkurrierte. Im 18. Jahrhundert setzte sich die Vara als allgemeines Bezugsmaß für Längen in ganz Spanien und seinen Kolonien durch, mit Ausnahme zweier Überseeprovinzen, wo – wie auch in Katalonien – die sechsfüßige Canna (Doppelvara) dominierte. Philipp V. bekräftigte im Jahre 1746 die allgemeine Geltung der Vara von Burgos als amtliches Längenmaß in der spanischen Monarchie. Unterschiede zwischen der kastilischen Vara und den gebräuchlichen Vara-Maßen anderer spanischer Territorien blieben dennoch bestehen: Während in Aragonien, Katalonien und Navarra eine kürzere Vara mit Längen um 78 cm vorherrschte, war die Vara in der südlichen Levante (mit Ausnahme des kastilischen Königreichs Murcia) mit umgerechnet ca. 91 cm deutlich länger als die Vara von Burgos und glich der altvalencianisch-jakobinischen bzw. altkastilisch-alfonsinischen Elle aus dem 13. Jahrhundert.

#### Aufklärung
Im Zuge der Aufklärung verlagerte sich das wissenschaftliche Interesse von der historisierenden Herleitung der gängigen Maßeinheiten aus antiken und biblischen Quellen auf die exakte Bestimmung, Umrechnung und Harmonisierung der verwendeten Maße. Entsprechende Initiativen gingen von den spanischen Bourbonen aus, die Anregungen aus Frankreich aufnahmen, wo die „spanischen Elle“ verge espagnole genannt wurde. Unter Ferdinand VI. wurde die Vara von Burgos von dem spanischen Marineingenieur und Universalgelehrten Jorge Juan (1713–1773) mit dem französischen Maßstab verglichen und auf exakt 30 Zoll (pouces) und 11 Linien (lignes) der toesa (toise) bestimmt, woraus sich ein Verhältnis zwischen der kastilischen Vara und dem Pariser Fuß von 371 : 144 ergab (1 Pied du Roi = 0,388 varas), das heißt: 6 Pariser Fuß (= 1 toise) entsprachen 7 Kastilischen. Später wurde die in Madrid verwendete Vara mit 375,9 Pariser Linien gleichgesetzt.
1789 reisten die spanischen Mathematiker Gabriel Ciscar und Augusto Pedraya nach Paris, um die Möglichkeiten einer international einheitlichen Längenmaßregelung mit französischen Kollegen zu studieren. 1791 empfahl die Pariser Académie des sciences die Ersetzung der diversen traditionellen Längenmaße durch ein Einheitsmaß, das spätere Meter, das einem Zehntausendstel des zwischen Dunkerque und Barcelona gemessenen Erdmeridianquadranten entsprechen sollte. Im gleichen Jahr veranlasste König Karl IV. eine erneute Untersuchung der noch in Kastilien auffindbaren Maßstäbe der Kastilischen Vara. Die heute in der Real Academia de la Historia in Madrid aufbewahrten Maßverkörperungen umfassen eine von Antonio Rojo 1791 im Auftrag des Königs hergestellte und notariell beglaubigte Stahlkopie der 1568 unter Philipp II. in Toledo eingeführten „kastilischen Vara von Toledo“ (83,55 cm), eine Nagelmarkierung entsprechend der von Jorge Juan benutzten Vara von Burgos (83,50 cm), eine aus Holz mit Eisenverstärkungen hergestellte, ältere Verkörperung der in Madrid amtlich verwendeten Vara (83,90 cm) sowie einen 28 cm langen Pie de Ávila aus Holz, der eine in Ávila gebräuchliche Länge der Vara von umgerechnet 84 cm dokumentiert.

#### Verhältnis zum Meter

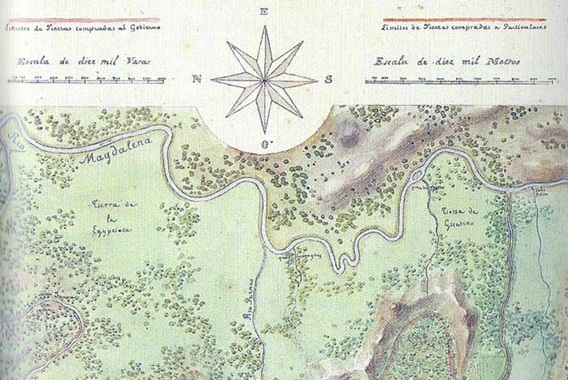
Landkarte aus Großkolumbien mit vergleichenden Maßstabsleisten von jeweils zehntausend Varas und Metros

Während der Französischen Revolution wurde der Meter in Frankreich eingeführt und 1799 ein endgültiges Urmeter hergestellt. Gegenüber Bestrebungen zur Einführung des metrischen Systems auch in Spanien schrieb Karl IV. 1801 das Festhalten an der Vara als dem grundlegenden spanischen Längenmaß vor. Das kastilische Einheitsmaß setzte sich daraufhin in weiteren Provinzen durch. Gleichzeitig ist die Verwendung des Meters (metro) auch in Spanien bereits 1803 dokumentiert. Das theoretische Idealmaß der „spanischen Elle“ oder Vara wurde seit dieser Zeit metrisch mit
- 1 Vara = 83,5905 cm bestimmt.[3][16]

Aus dem 19. Jahrhundert sind Maßverkörperungen der Vara aus Toledo mit 83,7 cm und Burgos mit 83,6 cm (1849) erhalten. Eine gesetzliche Festlegung der Vara im metrischen System erfolgte verschiedentlich in den unabhängig gewordenen Ländern Hispanoamerikas, so wurde etwa in Chile am 29. Januar 1848
- 1 Vara = 0,836 m festgelegt.[18]

Am 19. Juli 1849 wurde ein Gesetz zur Vereinheitlichung der Maßeinheiten erlassen, wonach ab 1. Januar 1859 auch in Spanien das französische Maß- und Gewichtssystem gültig werden sollte. Mit königlicher Order vom 9. Dezember 1852 wurden die metrischen Umrechnungswerte der in den einzelnen Provinzen gebräuchlichen Längenmaße gesetzlich festgelegt. Ab 1868 sollte die Verwendung des metrischen Systems in ganz Spanien obligatorisch werden. Tatsächlich umgesetzt wurde die Umstellung jedoch erst, nachdem Spanien als einer der 17 Erstunterzeichnerstaaten die Pariser Meterkonvention (Convention du Mètre) vom 20. Mai 1875 angenommen hatte.

## Einzelbeispiele
½ kastilische Vara entsprach 1 Codo. Die Brazza, der Estado und Toesa hatten die Maße 2 Vara oder 6 Fuß. Der Estadal wurde mit 4 Varas angegeben. Die Schnur oder Cuerda hatte 4 ½ Varas. Der kanarische Brazádo betrug 2 1/6 Varas.
Das Meilenmaß mit 8000 Varas hatte eine metrische Länge von 6782 m. Diese Länge wurde auch als königliche Legua bezeichnet und hieß Legua real.
Verschiedene Längen wurden für das Ellenmaß dennoch aus der Praxis bekannt. So hatte eine Vara 33 ⅜ englische Zoll. Im Gegenwert waren 100 Yard = 108 Varas; 100 m = 119 Varas.
Bei Seidenwaren setzte man 138 Varas und bei Woll- und anderen Geweben 140 Varas für 100 alte Pariser Auns. Das Referenzmaß für Brabanter Elle waren 81 Varas.
- Valencia hatte die alte Vara 0,906 m und das entsprach 1,083855 der kastilische Vara
- Montevideo: 1 Vara mit 0,86 m = 1,028825 kastilische Vara
- San Sebastian: 1 alte Vara = 0,837 m = 1,0013 kastilische Vara
- Saragossa: 1 alte Vara = 0,772 m= 0,92 355 kastilische Vara

Für die sogenannte Sechstel-Vara wurde die Bezeichnung Sesma verwendet und diese betrug 13,932 Zentimeter.
Auf Kuba wurde das Maß Vara cubana genannt und entsprach den oben genannten Maßen. Der Cordel wurde 24 Varas gleichgesetzt, was 72 Fuß entsprach. Auch war hier die Verwendung als Flächenmaß üblich: 186.624 Quadrat-Varas waren etwa 13 Hektar. In Lima hatte 1 Vara 101,4 kastilische Vara, das entsprach 375,7 Pariser Linien.

## Philippinen
In den Provinzen und auch auf den Inseln der Philippinen waren die Werte recht unterschiedlich:
- Batangas: 1 Vara = 0,86 Meter[23]
- Bulacan: 1 Vara = 0,56 Meter[23]
- Samar: 1 Vara = 4 Palmas = 0,8 Meter[23]
- Sorsogon: 1 Vara = 0,915 Meter[23]
- Tayabas: 1 Vara = 0,833 Meter[23]
- Masbate, Cavite, Zambales: 1 Vara = 30 Punktos = 3 Fuß = 0,836 Meter[23]

## Holzmaß
Im Süden Chiles wird die kubische Vara noch heute als Holzmaß (Raummaß für Brennholz) genutzt; die gebräuchlichen Werte schwanken zwischen der Vara legal („gesetzliche Elle Holz“) mit einer Würfelkantenlänge von 33 Zoll (Rauminhalt von 35.937 angloamerikanischen Kubikzoll) und informellen Handelsgrößen von 30 oder 29 Zoll im Würfel. Die chilenische Vara entspricht damit etwa ½ Raummeter.
Historisch leitet sich diese Maßeinheit aus der spanischen Quadrat-Vara zu 3 × 3 Fuß her, was unter Zugrundelegung des in Chile gebräuchlichen kastillianischen Fußes von 27,79 cm eine Kantenlänge von 83,36 cm ergab. Diese ursprünglich zu 33 ⅜ englischen Zoll umgerechnete Vara wurde mit dem Vordringen des internationalen Holzhandels mit 33 Zoll (83,82 cm) gleichgesetzt.